# Ве (святилище)
Ве (др.-сканд. Vé) — тип святилища или отгороженной священной территории в скандинавском язычестве. В скальдической поэзии и топонимах ве, как правило, упоминается вместе с именем того или иного божества, которому оно посвящено. Имя скандинавского бога Ве, вероятно, основано на этой традии. 
В своём труде «Германия» Тацит указывает, что германцы (в отличие от римлян) не стремятся заключить свои божества в стены храма. Предполагается, что ве мог огораживать храм или представлять собой помеченную территорию, где совершались обряды. Вероятно, к понятию ве относится и роща при храме Уппсалы, описанная Адамом Бременским.

## Этимология
Слово vé происходит от обще-германского слова, означающего священный или святой: гот. weihs — святой, др.-англ. wéoh, wig — идол, нем. weihen — освящать, святить.

## Топонимы

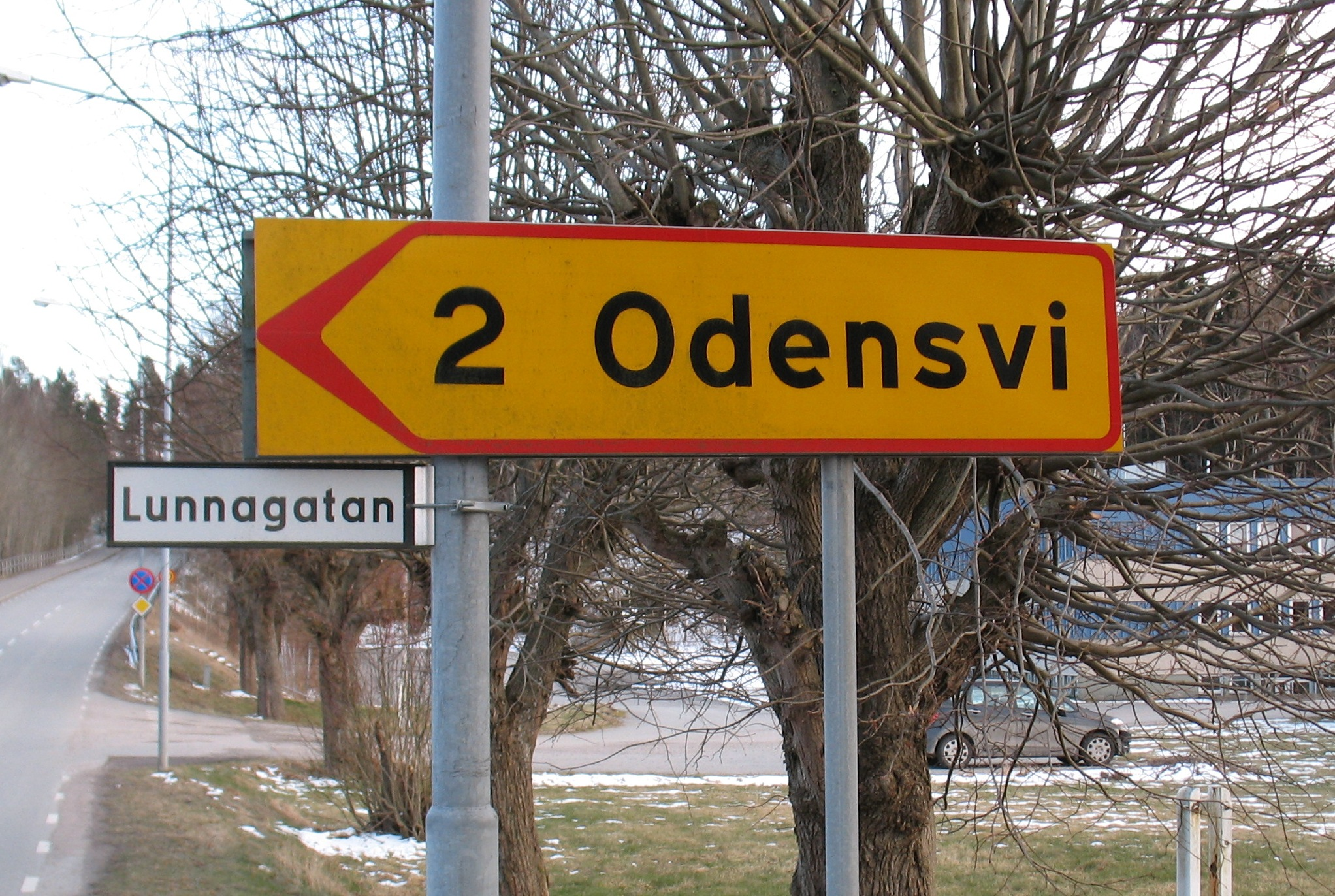
Odensvi, один из многочисленных топонимов в честь Одина, означающий «Ве Одина».

В топонимах «ве» может встречаться как в начале сложносоставного названия, так и в его конце.
Варианты с vé-:
- Vébólstaðr, Vésetr, Véstaðir — ферма с ве,
- Védalr — долина с ве,
- Véló — святой луг,
- Vésteinn — святой камень,
- Vévatn — святое озеро,
- Véøy — святой остров.

Варианты с -vé встречаются в местах, посвященных божествам:
- Идизы — Дисевид (швед. Disevid) в Эстергётланде, Швеция;
- Фрейя — Херневи (швед. Härnevi) в Уппланде и Ярневи (швед. Järnevi) в Эстергётланде, Швеция;
- Фрейр — Фрёсви (швед. Frösvi) в Эстергётланде, Швеция;
- Ньёрд — Налави (швед. Nalavi) в Нерке и Мьярдеви (швед. Mjärdevi), Швеция;
- Один — Оденсви (швед. Odensvi) в Нерке, Швеция и Оденсе (дат. Odense), Дания;
- Ринд — Вринневид (швед. Vrinnevid) в Эстергётланде, Швеция;
- Скади — Скадеви (швед. Skadevi) в Уппланде и множество названий Sked(e)vi, Швеция;
- Тор — Торсви (швед. Torsvi) в Уппланде, Швеция;
- Улль — множество названий  Ull(e)vi или Ullavi, Швеция.

Также восемь старинных ферм во Фло, Нордерхоф, Рингсакер, Санде, Стамнес, Твейт, Тюснес и Ордал названы Vé.